# Affaire Marcel Lechien
L'affaire Lechien est une affaire criminelle française qui débute le 7 février 2001 à Cormeilles dans l'Eure lors de la garde-à-vue de Marcel Lechien, alors instituteur de C.P. à l'école du village, pour 38 agressions sexuelles dont 3 viols sur mineurs de moins de 15 ans.

## Biographie
Marcel Lechien est né à Cormeilles le 30 août 1953. À l'époque des faits, il est adjoint au maire du village voisin Saint-Sylvestre-de-Cormeilles.

## Les faits
L'affaire débute en 2001 par les confessions de deux mères de famille, dont les enfants ont été abusés, à un ancien parent d'élèves, l'écrivain Jean-Yves Cendrey. Ce dernier conduit l'instituteur à la gendarmerie le 6 février 2001. Il ressort des auditions de 240 élèves, que beaucoup ont été abusés. Pour la plupart, ces enfants, issus des classes de Marcel Lechien entre 1989 et 2001, ne porteront pas plainte spontanément. C'est la justice qui les convoquera en audition, rassemblés au sein de la cellule « Mineurs27 » créée spécialement à cet effet, que Marcel Lechien aurait commis 38 agressions sexuelles dont trois viols sur des enfants âgés de 6 à 10 ans qu'il a eu dans sa classe à Cormeilles entre 1989 et 2001. Les témoignages des enfants qui ont assisté aux faits concordent avec ceux des victimes. Les faits rapportés les plus anciens remontent à 1989, c'est-à-dire immédiatement après l'entrée en fonction de Marcel Lechien comme instituteur à Cormeilles. Vingt-trois plaintes ont en outre été déposées pour violences. En 2013, six nouvelles plaintes pour agressions sexuelles, commises à Cormeilles et à Chambord (Eure), viennent s'ajouter aux précédentes. Le maître d'école doit alors faire face à un second procès.

### Faits antérieurs à l'affaire
Marcel Lechien a enseigné dans d'autres écoles avant Cormeilles, à Mélicourt (Eure) notamment, où des faits similaires se seraient produits, remontant jusqu'au début des années 1980. En 1977 déjà, l'instituteur avait été mis en cause mais ces soupçons étaient restés sans suites.
Dès 1976, à Piencourt Marcel Lechien sévit déja, une jeune fille est sous son emprise ainsi qu'un jeune garçon de neuf ans (je suis ce jeune garçon de l'époque). Les fait font alors déjà partie des rumeurs du village mais les adultes restent taiseux et alliés de l'instituteur malgré les mots des enfants notamment l'épicier / cantine qui est témoin des accompagnements particuliers du maître d'école envers certains élèves, en décalé du reste des 'demi-pensionnaires.
Le village préfère taire et faire taire les enfants.

## Arrestation et garde à vue
Conduit à la gendarmerie par un parent d'élève en colère qui le dénonce, Marcel Lechien est autorisé à rentrer chez lui jusqu'au lendemain après-midi. C'est le 7 février 2001, donc, que la garde à vue de l'instituteur commence. Alors même que ses victimes portent plainte à son insu, le suspect nie les faits. Le 8 février, il admet finalement avoir commis les viols et procédé aux attouchements sexuels sur ses anciens élèves. Il dit : « Je regrette le mal que j'ai pu faire aux enfants ». Le 9 février 2001, au terme de son interrogatoire, Marcel Lechien est mis en examen et écroué à la maison d'arrêt d'Évreux pour « viols et agressions sexuelles sur mineurs de moins de 15 ans par personne ayant autorité ».

### Non-dénonciation d'atteinte sexuelle sur mineurs
Dès 1996, certains parents avaient tiré la sonnette d'alarme et averti la directrice de l'école du comportement anormal de Marcel Lechien. Ces plaintes seraient cependant restées sans suites, ce qui vaudra à la directrice et à l'inspecteur une mise en examen pour « non-dénonciation d'atteinte sexuelle sur mineurs ». Leur garde à vue révèlera qu'une possibilité de mutation avait été offerte à Marcel Lechien, que ce dernier avait refusée — ce qui leur avait semblé être un aveu fiable d'innocence. D'après son avocat Me Lec, la directrice aurait agi conformément à la loi de l'époque. Les plaintes des parents à l'encontre de la directrice aboutiront à un non-lieu.

## Enquête
Lors de la perquisition du local de classe de Marcel Lechien à l'école de Cormeilles, les gendarmes trouvent un pénis en pâte à modeler dans l'un des tiroirs du bureau de l'instituteur. Ce dernier niera en connaître l'existence et expliquera que ce devait être là l'œuvre d'un jeune élève. Plus tard, l'objet sera désigné par l'un des enfants comme fétiche utilisé par Marcel Lechien lors d'attouchements. Le morceau de plasticine ne sera cependant jamais expertisé, ce qui sera plus tard critiqué par la défense. Aucun élément compromettant ne sera par contre retrouvé au domicile du maître d'école.

## Premier procès
Le 2 novembre 2004, le procès de Marcel Lechien débute à la cour d'assises de l'Eure à Évreux,, après trois ans d'instruction. Sa défense est assurée par les avocats Jacques Vernerey-Lecoeur et Francis Lec, qui évoquent un « complot » et « le problème de la crédibilité de la parole de l'enfant, qui se pose depuis l'affaire d'Outreau ».
Depuis ses aveux pendant la garde à vue, le suspect s'est rétracté et n'a eu de cesse de clamer son innocence. Ses avocats plaident l'acquittement au bénéfice du doute. Sous-entendant qu'il n'a rien à se reprocher et que les parents mentent, Marcel Lechien demande un procès public. Pour faire preuve de bonne foi, les familles de victimes se liguent alors contre lui pour demander que le procès ne se tienne pas à huis clos. La cour entend les auditions des victimes et considère leurs témoignages fiables. Tout au long du procès, Lechien continuera quant à lui de scander : « les enfants mentent ». Sa froideur choque.
Le 18 novembre 2004, l'avocat général François Perain requiert une peine de quinze ans de réclusion criminelle,. La défense demande l'acquittement « au bénéfice du doute ».
Le 19 novembre 2004, en dépit de l'ombre d'Outreau qui plane sur la cour, Marcel Lechien est reconnu coupable des 38 agressions sexuelles et des 3 viols retenus par la justice. Il est condamné à 15 ans de réclusion criminelle, et à une interdiction définitive d'exercer une profession en lien avec des mineurs. Aucune circonstance atténuante ne lui est reconnue.
Lechien annonce qu'il va faire appel du verdict, puis finalement renonce, ne souhaitant pas faire endurer à sa famille, et notamment sa mère, malade, un nouveau procès.

### Expertises psychologiques
Les experts psychologues concluent à une personnalité fonctionnant sur les modes du rejet et de la dénégation des faits : à ce titre, Marcel Lechien se rend inaccessible aux soins psychothérapeutiques et à la guérison. La récidive est considérée inévitable, affirment les spécialistes : le suspect doit être tenu à l'écart par mesure de protection citoyenne.

## Second procès
À la suite de la condamnation de 2004, d'autres anciens élèves victimes déposèrent à leur tour plainte pour agressions sexuelles. Lors d'un second procès en mai 2013 devant le tribunal correctionnel de Rouen, Marcel Lechien, bénéficiant d'une libération conditionnelle sous bracelet électronique depuis 2011, sera condamné à 5 ans de prison le 27 mai 2013,,.

### Médiagraphie

#### Articles de presse
- Olivier Talles, « Un instituteur de l'Eure est soupçonné de pédophilie », 13 février 2001, La Croix.
- Sophie Bouniot et Isabelle Duriez, « Pédophilie. Les plaintes se multiplient à Cormeilles », 15 février 2001, L'Humanité.
- Ondine Millot, « À Cormeilles, le silence assourdissant autour d'un instit pédophile », 2 novembre 2004, Libération.
- « L'instituteur pédophile aurait agressé 38 enfants », 2 novembre 2004, La Dépêche du Midi.
- Ondine Millot, « Lechien, "on se moquait de son nom et de son physique" », 4 novembre 2004, Libération.
- Jean-Marc Ducos, « Les deux visages de Marcel Lechien », 4 novembre 2004, Le Parisien.
- « Lechien : la défense conteste l'interview d'une victime », 10 novembre 2004, Le Nouvel observateur.
- « Procès Lechien : l'interview d'une victime contestée par la défense », 12 novembre 2004, La Dépêche du Midi.
- « Procès Lechien : la directrice de l'école savait depuis 1996 », 13 novembre 2004, Le Parisien.
- « L'instituteur pédophile de Cormeilles de nouveau au tribunal », 12 mars 2013, Paris Normandie.

#### Documentaire télévisé
- Christophe Hondelatte « Marcel Lechien, le maître d'école », Faites entrer l'accusé, 22 mai 2005, France 2.

#### Émission radiophonique
- Jean-Alphonse Richard, « Marcel Lechien, pédophile en série », Un été de faits divers, 7 août 2009, RTL.
- Christophe Hondelatte « Marcel Lechien », Hondelatte raconte, 11 juin 2018, Europe 1.